# نوئبا بییا د لاس ترس
نوئبا بییا د لاس ترس (به اسپانیایی: Nueva Villa de las Torres) یک شهرستان در اسپانیا است که در استان وایادولید واقع شده‌است.